# Замок Иммендорф

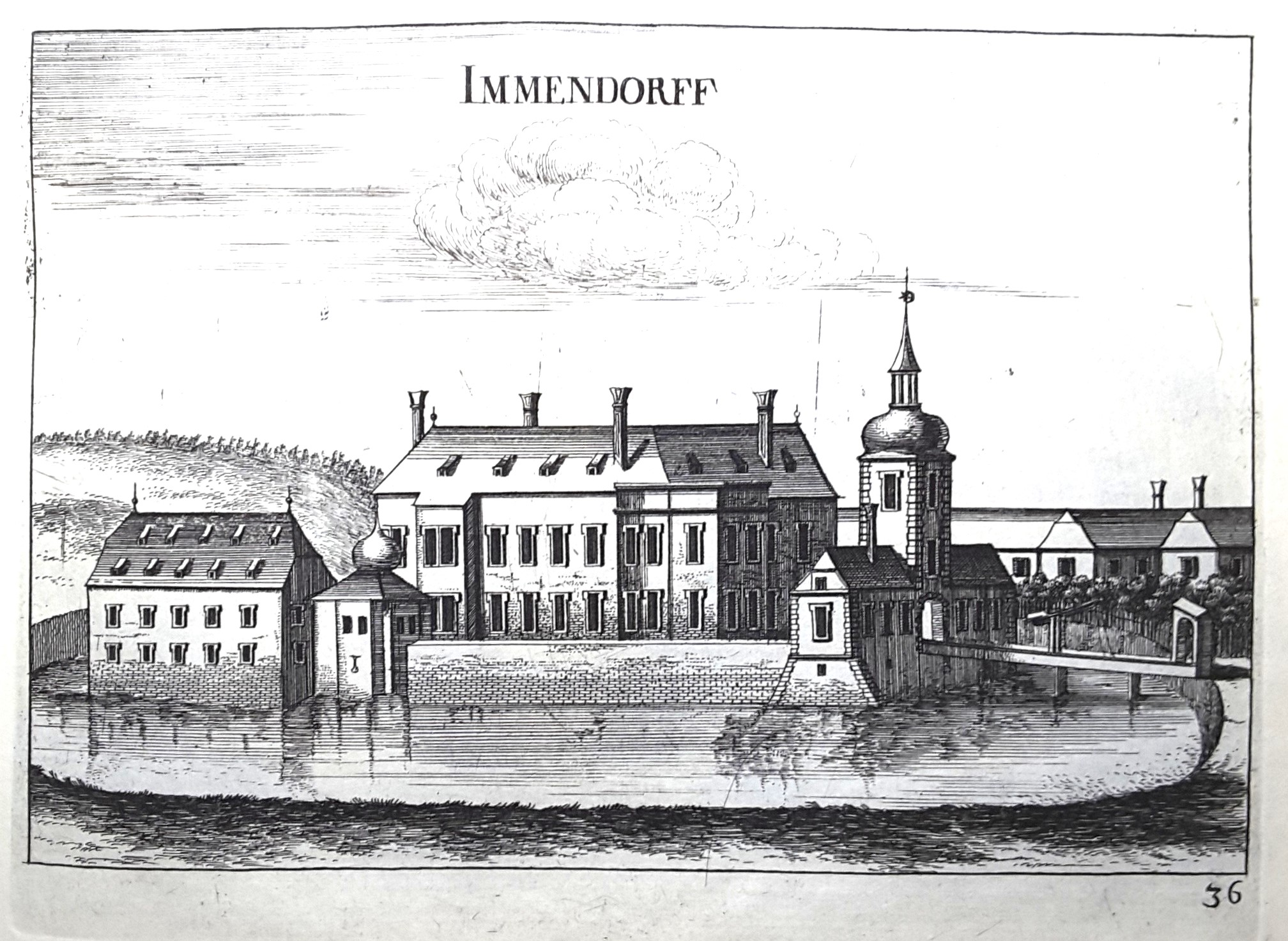
Иммендорфский замок. 1672

Иммендорфский замок (нем. Schloss Immendorf) — не сохранившееся сооружение в Вуллерсдорфе в округе Холлабрунн в Нижней Австрии, приблизительно в 80 км от Вены. Во время Второй мировой войны использовался под хранилище художественных ценностей и при отходе немецких войск был сожжён 8 мая 1945 года. В пожаре в числе прочего погибло десять ценных крупных работ Густава Климта.
Первое упоминание хозяев Иммендорфа относится к XIII веку, здесь стоял трёхэтажный средневековый рыцарский замок с прямоугольным внутренним двором, четырьмя башнями кубической формы и рвом, который был засыпан лишь при реконструкции 1850 года. В 1886 году поместье приобрёл барон Карл фон Фройденталь, представитель старинного силезского дворянского рода, перестроил замок и занялся на этих землях сельским хозяйством. В 1942 году владелец замка Рудольф Фройденталь предложил гауляйтеру Вены Бальдуру фон Шираху использовать большие и сухие помещения замка под хранилище, и уже в том же году туда прибыла часть коллекции Ланкоронски, которые позднее переправили в Тюрнтальский замок. Начиная с марта 1943 года в Иммендорфский замок свозили картины, скульптуры и предметы прикладного искусства из коллекции Ледереров и Австрийской галереи, в том числе «факультетские картины» и другие работы Густава Климта: «Шуберт за клавиром», «Музыка II», «Леда», «Подруги II», «Валли», «Шествие мёртвых», «Сельский сад с распятием» и «Золотая яблоня». В ноябре и декабре 1943 года Венский государственный музей прикладного искусства поместил на хранение в Иммендорфе так называемую «Лаксенбургскую комнату», различные образцы восточноазиатского и исламского искусства, произведения художественных ремёсел раннего Нового времени, около полусотни предметов мебели, кожаные обои, двенадцать ковров и деревянный готический «Мёхлингский ларь» XV века. В Иммендорфский дворец привозили на хранение и частные художественные собрания.
В конце марта 1945 года директор Музея прикладного искусства Рихард Эрнст безуспешно пытался вернуть 40 ящиков и три комплекта кожаных обоев из Иммендорфа в столицу. Во второй половине апреля 1945 года линия фронта вплотную придвинулась к Иммендорфу. Немецкие войска, размещавшиеся в замке, покинули Иммендорф около полудня 8 мая 1945 года, спустя всего несколько часов замок и окружающую застройку заняли советские войска на многочисленных грузовиках. Приблизительно в 18:00 в юго-западной башне замка начался пожар, который быстро распространялся. Советские солдаты покинули территорию горевшего замка. Утром 9 мая 1945 года пожар прекратился, но ранним утром 10 мая новый пожар, вспыхнувший на третьем этаже замка, распространился на нижние этажи. Попытки потушить пожар и спасти художественные ценности не увенчались успехом, и к следующему дню здание полностью выгорело. От замка остались только стены, внутри которых лежал метровый слой золы и щебня. Из хранившегося в Иммендорфском замке удалось спасти только два ковра из музея прикладного искусства. Руины Иммендорфского замка были снесены в 1950-х годах. Рудольф Фройденталь построил из оставшегося строительного мусора небольшой жилой дом, которым ныне владеет его внук Рудольф.
По мнению историка Леонхарда Вайдингера, из информации, имеющейся о пожаре в Иммендорфском замке, следует, что немецкие войска, предположительно соединения СС, намеренно уничтожили хранилище, чтобы художественные ценности не попали в руки Красной армии, но документальных подтверждений этому нет, как и каких-либо указаний на то, что в пожаре виновны советские солдаты. Тем не менее, существуют предположения, что некоторые предметы искусства, хранившиеся в Иммендорфе, уцелели и были вывезены, хотя ни одного произведения искусства, указанного в инвентарных списках Иммендорфа, не обнаружилось. В 2015 году американский искусствовед Тина Мария Сторкович опубликовала предварительные результаты своего исследования, в котором подвергла сомнению официальную версию гибели всех хранившихся в Иммендорфе картин Климта в Иммендорна основании того, что с 1967 года в полном реестре произведений Густава Климта указывалось 13 картин, уничтоженных в Иммендорфском замке, а согласно сопроводительному инвентарному списку в Иммендорф их отправилось только десять.

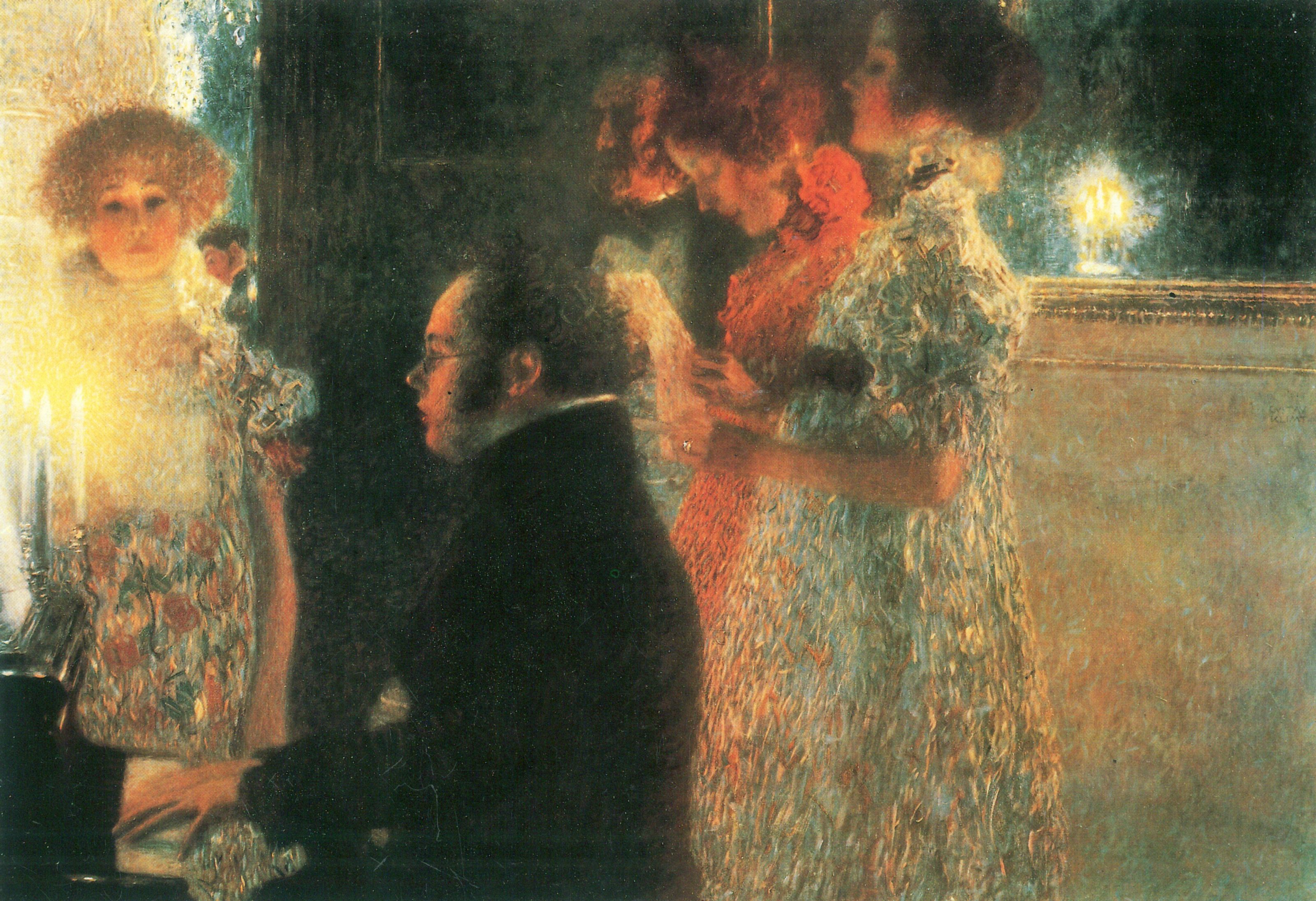
Густав Климт. Шуберт за клавиром. 1899
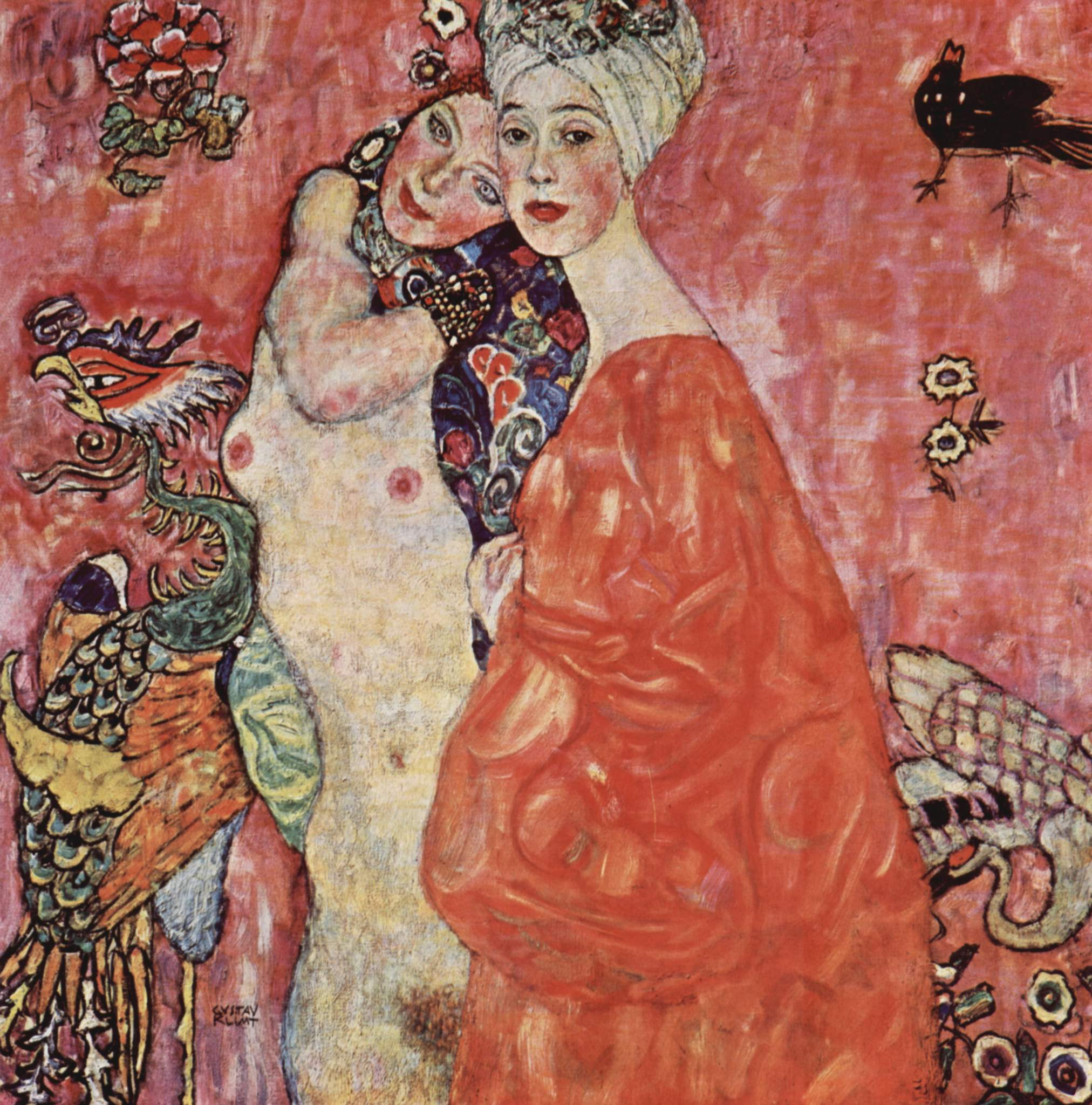
Густав Климт. Подруги II. 1917
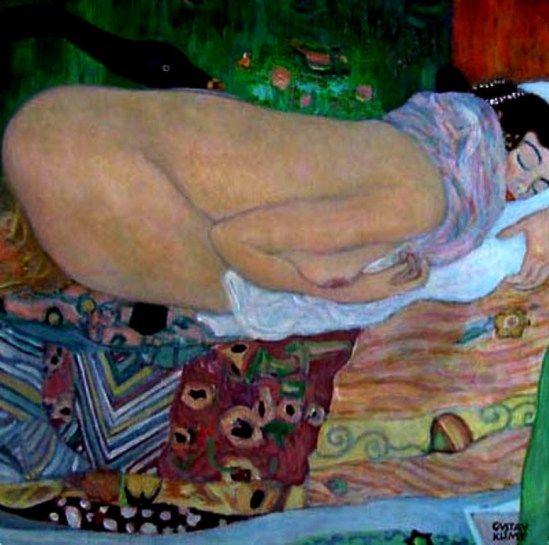
Густав Климт. Леда. 1917
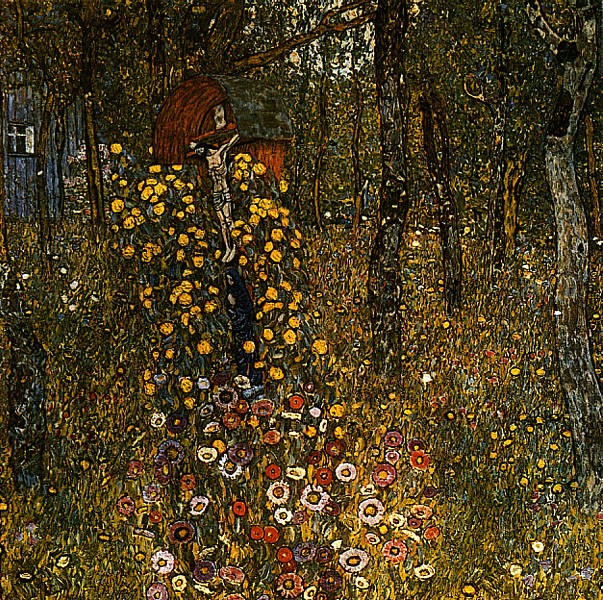
Густав Климт. Сельский сад с распятием. 1912
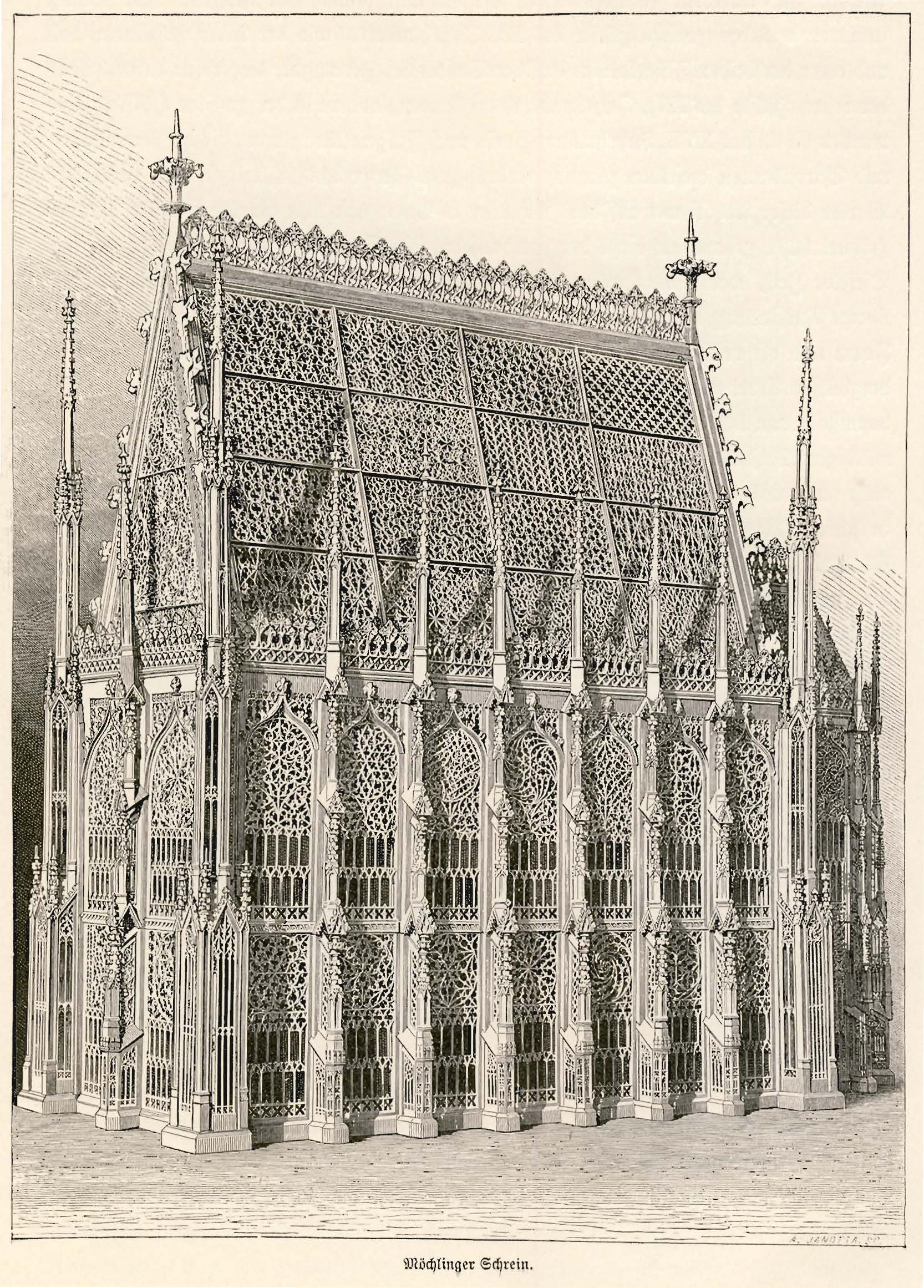
Мёхлингский ларь. XV век